# 渡邉佐平
渡邉 佐平（わたなべ さへい、1903年 - 1983年）は、日本の経済学者。元法政大学総長。

## 略歴
栃木県出身。1927年に東京帝国大学経済学部経済学科を卒業し、法政大学経済学部講師に就任、助教授を経て1933年に教授となり、金融論・貨幣論を講じた。その傍ら後藤隆之助らの昭和研究会に参加し、昭和研究会の研究者養成機関である昭和塾でも講師を務めた。
1948年に政府の経済安定本部員として国民所得調査室長を務める。法政大学経済学部長・常務理事などを歴任し、1960年に「通貨学派の研究」により経済学博士（法政大学）を取得、1967年3月15日に総長に就任する。町田市へのキャンパス移転などを計画したものの、学生紛争が激化する中で体調を崩し1968年4月8日に辞任。一時、菰淵鎮雄が総長職の事務を取り扱った後に中村哲が後を襲った。

## 主要著作
- 共訳ソーントン『紙券信用論』（実業之日本社、1948）
- 『金融論』（岩波書店1954）
- 『現代の金融政策』（日本評論新社、1963）
- 『インフレーション理論の基礎』（日本評論社、1970）
- 『金融論講義』（法政大学出版局、1975）
- 『インフレと暮らし』（新日本評論社、1975）
- 『地金論争・通貨論争の研究』（法政大学出版局、1984）